# کی‌اچ‌دی
کی‌اچ‌دی (انگلیسی: KHD) شرکت مهندسی آلمانی است، که در سال ۱۸۵۶ تأسیس شد.